# 606017 Irimes
606017 Irimes è un asteroide della fascia principale. Scoperto nel 2015, presenta un'orbita caratterizzata da un semiasse maggiore pari a 3,237107 UA e da un'eccentricità di 0,163355, inclinata di 12,933790° rispetto all'eclittica.